# Schlacht von Vezekény
Die Schlacht von Vezekény am 26. August 1652 im habsburgischen Teil Ungarns war nicht Teil eines Türkenkriegs, sondern ereignete sich nach einem osmanischen Plünderungszug ins Tal der Neutra im damaligen habsburgischen Oberungarn. Die Schlacht endete mit einem Abwehrsieg der christlichen Truppen und ist vor allem deswegen bedeutend, weil sie den Aufstieg des Adelsgeschlechts der Esterházy unter Paul Esterházy einleitete.

## Hintergrund
Obwohl die Habsburgermonarchie und das Osmanische Reich nach dem Langen Türkenkrieg 1606 Frieden geschlossen hatten und dieser Frieden formal auch bis 1663 hielt, war die Zwischenzeit doch von häufigen osmanischen Plünderungszügen in den Grenzregionen geprägt. Denn Teile der osmanischen Streitkräfte erhielten keine fixe Besoldung, sondern waren auf Einkommen aus Plünderungen und Beute angewiesen. Dabei wurden meist nur die schutzlosen Dörfer angegriffen und geplündert und schnell wurde der Rückzug angetreten, bevor die ungarischen Adeligen in ihren Burgen reagieren und eigene Streitkräfte zur Abwehr schicken konnten.
Im August 1652 überfiel eine ungewöhnlich große Streitmacht von ca. 3000 osmanischen Reitern wieder das habsburgische Ungarn und plünderte die Dörfer im Tal der Neutra. Der Anführer dieser osmanischen Streitmacht dürfte aber wenig Erfahrung in diesem Gebiet gehabt haben, denn im Neutratal befand sich auch die starke Festung Neuhäusl und deren Kommandant Graf Adam Forgach war bekannt dafür, osmanische Plünderungszüge rigoros zu rächen. Außerdem befand sich das Neutratal schon weiter im Hinterland und ermöglichte somit keinen schnellen Rückzug. Sobald Adam Forgach vom osmanischen Plünderungszug erfuhr, forderte er Unterstützung der anderen Adeligen an und sammelte seine Streitkräfte. Unter ihm in der Festung Neuhäusl dienten bereits Baron Zsigmond (Sigmund) Esterhazy als Kommandant der Reiterei und sein Sohn Sandor. Bereits einen Tag später trafen Ferenc (Franz) Esterhazy, der Kommandant der Burg Buják mit seinem jüngeren Bruder Miklos und seinem Vetter Gabor in Forgachs Lager ein. Zur gleichen Zeit besuchten auch die jungen Esterhazys Janos (Kommandant von Csepreg) und Tamás (Thomas) (Vizekommandant von Léva) ihren Vater am Stammsitz in Galanta. Als sie die Benachrichtigung Forgachs erhielten, verständigten sie ihrerseits ihren Vetter László (Ladislaus) Esterhazy (Oberkommandant von Pápa), der gerade in der Burg Schintau weilte, und so machten sich dann auch diese drei auf den Weg ins Heerlager von Adam Forgach. Durch Zufall waren somit am Vortag der Schlacht alle Männer der Familie Esterhazy im wehrfähigen Alter im Heerlager vereint.

## Die Schlacht
Adam Forgach hatte schließlich eine Streitmacht von ca. 1.500 Mann versammelt, darunter ungefähr 600 ungarische und 150 deutsche Reiter und brach auf, um die osmanischen Plünderer zu stellen. Dies gelang ihm schließlich beim Dorf Vezekény, wo er allerdings feststellen musste, dass die osmanische Streitmacht zahlenmäßig ungefähr doppelt so groß war. Dennoch entschied er sich zum Angriff. Kurz nach dem ersten Zusammenprall erhielt Forgach die Information, dass die Osmanen christliche Gefangene (darunter Frauen und Kinder) gemacht hatten und diese beim Dorf Taszár unter osmanischer Bewachung auf das Ende der Schlacht warteten. Daraufhin entschied Forgach eine kleine Abteilung unter seinem erfahrensten Kommandanten László Esterhazy nach Taszár zu entsenden, um zu versuchen diese Gefangenen zu befreien.
Die Schlacht bei Vezekény entwickelte sich zunächst ungünstig für die kaiserlichen Truppen. Die Osmanen waren zahlenmäßig überlegen, vor allem bei der Reiterei. Nachdem das anfängliche Überraschungsmoment verlorengegangen war und die Osmanen sich wieder gesammelt hatten, griffen sie ihrerseits zweimal an und konnten von Forgach und seinen Männern nur mit Mühe abgewehrt werden. Die Entscheidung brachte schließlich, dass Forgach eine Wagenburg bilden ließ und die mitgeführten Kanonen der Kaiserlichen. Daran zerschellte der dritte Ansturm der osmanischen Reiterei und ihre Formation geriet durch das Feuer der Kanonen in Unordnung. Die kaiserliche Reiterei setzte schließlich zum Gegenangriff an und führte so den Sieg herbei. Die osmanischen Reiter zogen sich danach in wilder Flucht Richtung osmanisch kontrolliertes Ungarn zurück.

### Gefecht bei Taszár
Der kleine Reitertrupp unter László Esterhazy entdeckte unterdessen das Gefangenenlager bei Taszár, doch musste er feststellen, dass die Kräfteverhältnisse gleich waren, wie in der Schlacht bei Vezekény. Die osmanische Bewachung war ungefähr doppelt so groß wie sein Reitertrupp, so dass auch hier nur ein Überraschungsangriff Erfolg versprach. Tatsächlich glückte dieser Angriff und die Osmanen ergriffen zunächst die Flucht, vor allem da sie glaubten es handele sich um die Vorhut einer größeren Armee. Die Esterhazys befreiten die Gefangenen, setzten sie auf eroberte Wagen und ließen sie unter Kommando von Baron Zsigmond die Flucht Richtung Gimes antreten. In der Zwischenzeit hatten die Osmanen sich allerdings wieder gesammelt und zum Unglück der Esterhazys auch noch Verstärkung durch eine verirrte Nachhut erhalten. Ob die Esterhazys beim Plündern des osmanischen Lagers überrascht wurden, oder sich bewusst der osmanischen Übermacht stellten, um Baron Zsigmond und den befreiten Gefangenen genug Zeit zur Flucht zu verschaffen, konnte nie geklärt werden. Der verbliebene Reitertrupp unter László Esterhazy wurde jedenfalls in das sumpfige Gelände am Fluss Neutra gedrängt und dort bis auf den letzten Mann niedergemacht.

## Nachwirkung
Ein Bericht über die Schlacht an den kaiserlichen Hof in Wien gibt an, dass 186 christliche Gefangene befreit werden konnten, man 56 osmanische Gefangene machte und 2 Standarten erbeutet wurden. Die Verluste beliefen sich auf ungefähr 550 auf christlicher und 800 auf osmanischer Seite. Die Schlacht von Vezekény war letztlich ein knapper Abwehrsieg der Kaiserlichen, der aber größeren osmanischen Plünderungszügen vorerst ein Ende bereitete. Bedeutend ist die Schlacht vor allem, da im Gefecht bei Taszár gleich 4 Esterhazys starben, dies waren:
- Baron Ferenc (Franz) Esterhazy, 37-jähriges Haupt der Altsohler Linie der Esterhazys und Herr über die Burgen Altsohl und Dobronya. Außer einem früh verstorbenen Mädchen kinderlos geblieben.
- Graf László (Ladislaus) Esterhazy, 26 Jahre alt und Obergespan des Komitats Sopron, Ritter vom Goldenen Sporn, kaiserlich-königlicher Kämmerer und Rat, sowie Oberbefehlshaber der Burg Pápa. Verheiratet mit Maria Eleonora, der Tochter Ádám Batthyánys, aber bisher kinderlos geblieben.
- Gaspar (Caspar) Esterhazy, 24 Jahre alt, Vize-Hauptmann der Burg Léva. Unverheiratet und kinderlos.
- Tamás (Thomas) Esterhazy, ebenfalls 24 Jahre alt, Leutnant auf Csallóköz und bisher ebenfalls unverheiratet und kinderlos.

Durch den unerwarteten Tod von gleich vier Esterhazys ohne Nachkommen, fiel viel Macht und Vermögen dem damals erst 17-jährigen Paul Esterhazy zu, der zur weiteren Sicherung und Konzentration des Erbes auch noch seine Nichte Ursula Esterhazy heiratete. Dadurch begann der Aufstieg des Adelsgeschlechts der Esterhazys zu einem der reichsten und mächtigsten im königlichen Ungarn.